# Antoni Agustí i Albanell
Antoni Agustí i Albanell (castellà: Antonio Agustín y Albanell)  (Saragossa, 26 de febrer de 1517 - Tarragona, 31 de maig de 1586) fou un eclesiàstic i humanista aragonès del segle xvi.

## Biografia
Estudiós del dret i les humanitats, provinent d'una família que ocupà importants càrrecs en l'administració pública i en la carrera eclesiàstica, el seu cursus honorum començà en l'esfera civil i acabà en l'eclesiàstica. Fou auditor de la Rota, nunci del Papa a Anglaterra i al Sacre Imperi, participà en el concili de Trento, i fou successivament bisbe d'Alife, de Lleida i arquebisbe de Tarragona.
Especialista en història del dret, tant civil com eclesiàstic, amb importants aportacions en la tasca de fixar els texts originals, destacà en la història del dret canònic, on els seus estudis foren molt valorats en el seu temps. Fou dels primers estudiosos a considerar la numismàtica i l'epigrafia com a auxiliars de la història. Per a realitzar les edicions crítiques de les compilacions de dret civil romà i dret eclesiàstic, formà una important col·lecció de manuscrits, tant grecs com llatins, convertint-se en un destacat bibliòfil, posseïdor d'una completa biblioteca humanística que posà a disposició d'altres humanistes.
Coneixedor del paper de la impremta en la transmissió del coneixement, i com a mecenes humanista, reintroduirà la impremta a Lleida i Tarragona, després que en aquestes ciutats es publicaren unes poques obres al segle xv. A Lleida, acollirà i protegirà al tipògraf Pedro de Robles, mentre a Tarragona, l'impressor Joan Felip Mey instal·larà les premses al mateix palau arquebisbal.

### Família, joventut i estudis
Antoni Agustí neix a Saragossa el 26 de febrer de 1517. Els seus pares foren Antoni Agustí i de Siscar, natural de Fraga, i que ocupà el càrrec de vicecanceller d'Aragó, des de 1508 fins a la seva mort, el 1524; i Aldonça Albanell i Durall, natural de Barcelona. Antoni fou el fill petit dels sis que tingueren el matrimoni -Jeroni, Isabel, Jerònima, Pere, Joan i Antoni-, i quedà a càrrec de la seva mare quan mor el pare, i del seu germà Jeroni a la mort el 1529 de la seva mare.
La família Agustí-Albanell estigué molt vinculada al funcionariat dels reis de la Corona d'Aragó de la dinastia Trastàmara. El seu germà Jeroni, el primogènit, fou el Batlle general de Catalunya durant molts anys (1533-1551) i dugué a terme una important tasca diplomàtica; i l'altre germà, Pere, va ser bisbe d'Elna, d'Osca i Jaca, i fou l'únic bisbe de la península que va assistir a les tres etapes del Concili de Trento. A més, el seu avi matern Jeroni Albanell i Dalmau fou regent de la Cancelleria de Catalunya entre 1491 i 1494, i del Consell Suprem d'Aragó de 1504 a 1514.
En els seus primers anys estudia gramàtica amb Juan de la Quadra a la seva ciutat. Als 9 anys inicia el seu periple educatiu per diversos centres peninsulars i europeus. A Alcalá de Henares passa dos anys estudiant gramàtica i humanitats. Després es trasllada a la universitat de Salamanca on estudia durant 7 anys els principis d'ambdós drets, civil i canònic, i es doctorà en dret civil l'abril de l'any 1534. A finals de l'any 1535 mou a Itàlia per a completar els seus estudis jurídics, estant inicialment dos cursos a la universitat de Bolonya, fins a les darreries de 1537, on assisteix a les classes de Pier Paolo Parisio, Romolo Quirino Amaseo i Andrea Alciato, entre d'altres; i un curs a la universitat de Pàdua, assistint a les classes de dret de Mariano Socino, de grec i llatí de Lazzaro Bonamico, i d'humanitats de Giovanni Faseolo (o Fasolo).

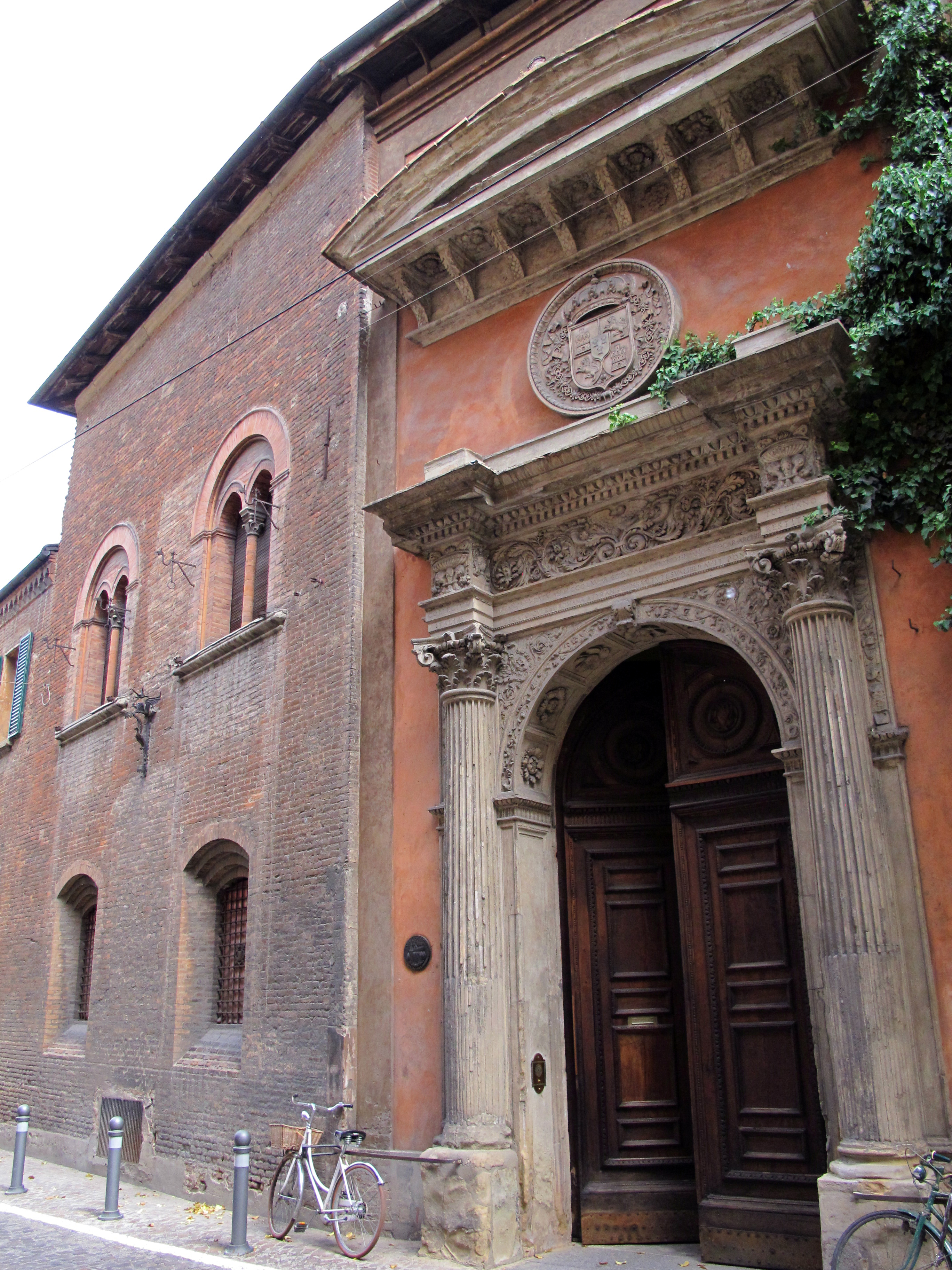
Entrada principal del Col·legi major de Sant Climent dels Espanyols.

El 4 d'octubre de 1538 el capítol de la catedral de Saragossa el presenta per a una beca de dret canònic al Col·legi major de Sant Climent dels Espanyols, a Bolonya, i és admès el 17 de gener de 1539. Continua l'estudi del dret, i al mateix temps, en el seu temps lliure, fa exercicis poètics. El 3 de juny de 1541 obté el grau de doctor en ambdós drets.
El 20 d'octubre de 1541 demana llicència al Col·legi de Sant Climent per a traslladar-se a Florència, on havia aconseguit permís per accedir a un important còdex del Corpus Juris Civilis, la Littera Florentina, en poder de Cosme I de Mèdici, facilitat per la influència de Juan de Luna, aragonès i militar al servei de Carles V, i en eixos moments governador militar de Milà, Florència i Siena (1543-1545). Li acompanya, com a ajudant i secretari, Jean Matal, amic seu i company d'estudis, els quals es mantenen a Florència el que queda d'any. Tornat a Bolonya, la comparació del còdex florentí amb l'edició de Gregor Haloander li serveix com a base del seu primer llibre, les Emendationes (1543). Al mes de juny de 1543 torna a absentar-se de Bolonya, amb la companyia de Matal, per a passar uns dies a Venècia, on s'ocupa de preparar la impressió del seu llibre i consultar obres de dret a la Biblioteca Marciana. De 1544 és el primer esborrany del seu catàleg i estudi de la legislació romana antiga, el De legibus et senatusconsultis, que es publicarà en 1583. Continua en el Col·legi fins al 20 d'octubre de 1544, quan mou cap a Roma.
Durant els seus primers anys a Bolonya les amistats que fa són els aragonesos Pedro Ruiz de Moros i Bernardo Bolea, i el català Mateu Pascual, entre d'altres; en el seu període paduà es relaciona amb Jorge Vázquez, Juan Anguiano i Antoine Perrenot; i en el segon període bolonyès, seran el franc-comtès Jean Matal, el portuguès Jeronimo Osorio i l'aragonès Gerónimo Calcena, els amics més íntims. I amb quasi tots mantindrà una continuada relació epistolar.
Agustí depèn econòmicament de la família. Els seus germans grans, Jeroni i Pere, li envien periòdicament la seva assignació. Quan obté el doctorat, decideix continuar a Itàlia per a prosseguir els seus estudis de dret i d'humanitats, però la pressió familiar perquè tornés a Espanya era forta, i l'única solució era obtenir un càrrec que li permetés de viure amb una certa comoditat, amb independència de la família. Mitjançant la recomanació del seu antic company de Pàdua, Antoine Perrenot, Carles I decideix designar Agustí com a auditor de la Rota.

### Al servei del papat i de Felip II

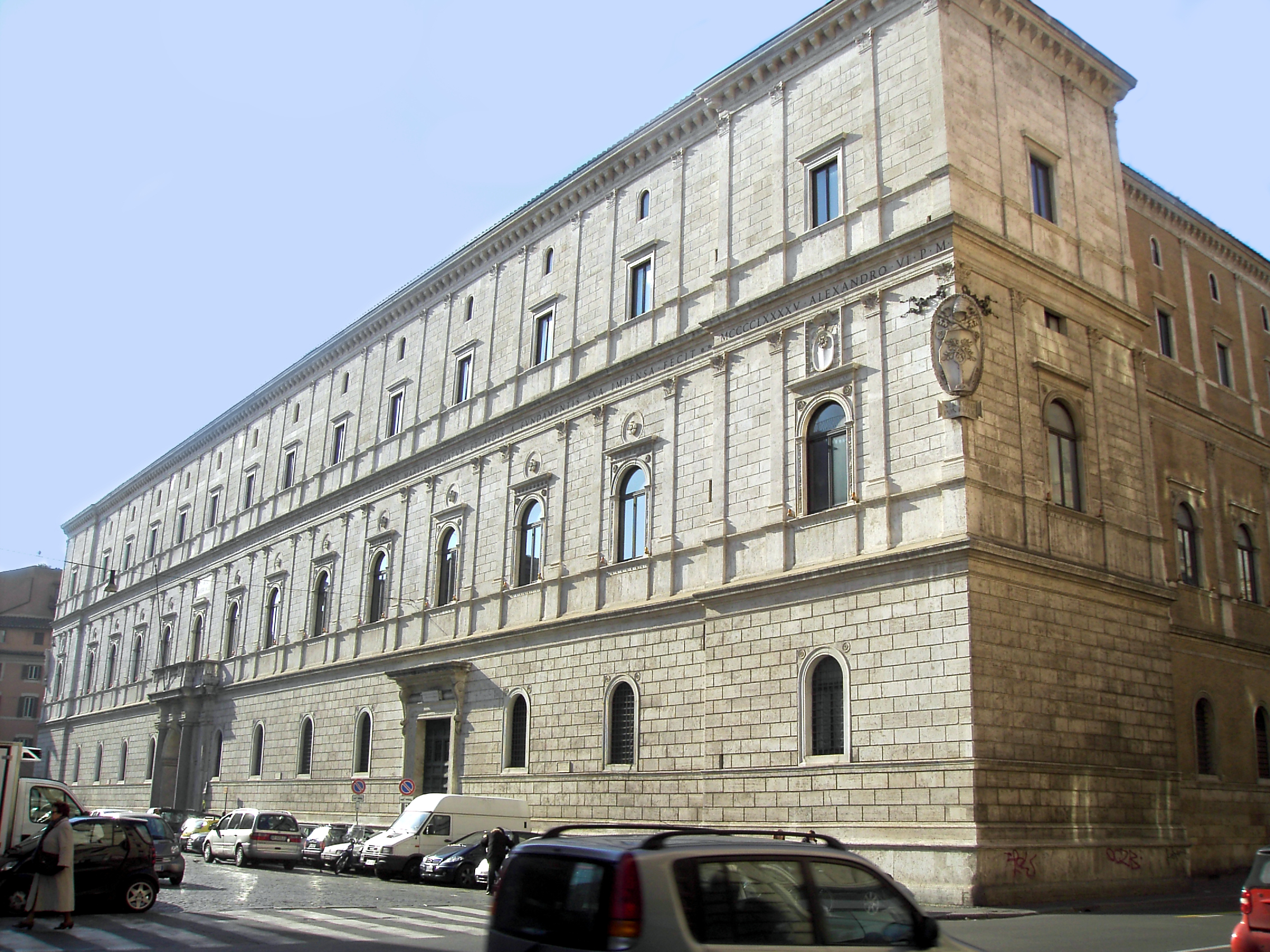
Palau de la Cancelleria, seu del Tribunal de la Rota Romana.

#### Auditor de la Rota, ambaixador i bisbe d'Alife
A mitjan 1544, Carles I presenta a Antoni Agustí, com a representant de la Corona d'Aragó, al càrrec d'auditor del Tribunal de la Rota. Arribat Agustí a Roma el 23 d'octubre de 1544, Pau III el nomena auditor el 15 de gener de 1545, i l'1 de juliol se celebra el jurament i la presa de possessió del càrrec. Agustí es trasllada a Roma acompanyat per Jean Matal, i aquest es converteix en el seu assistent d'investigació i recorre Itàlia cercant manuscrits jurídics i recopilant registres d'inscripcions clàssiques.
El 7 d'octubre de 1547 el papa Pau III concedeix Antoni Agustí —en eixe moment clergue de Saragossa, doctor en ambdós drets, civil i canònic, i capellà i familiar del papa— la confirmació d'uns beneficis sobre la catedral de Lleida i l'església parroquial de Pierola, quan aquests queden vacants.
El 30 de gener de 1555 és enviat com a llegat apostòlic per Juli III a Anglaterra, per a felicitar Maria d'Anglaterra i Felip de Castella pel seu casament, i assistir el nunci apostòlic, Reginald Pole, com a jurisconsult; i a Brussel·les, per a entrevistar-se amb Carles V. Viatja acompanyat del seu amic i assistent Jean Matal. Torna a Roma el 5 de gener de 1556, finalitzada la seva missió, per a reintegrar-se com a auditor de la Rota, sense la companyia de Matal, qui es queda a Brussel·les. En aquest 1556 obté una canongia a la catedral d'Osca.

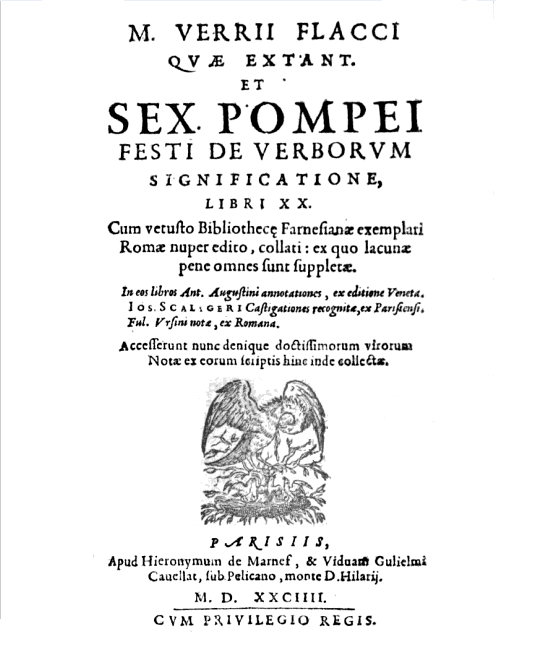
Portada de l'edició parisina de 1604 de l'obra De verborum significatione de Sext Pompeu Fest

Durant el seu període a Roma amplia el cercle de les amistats i coneixences. Es relaciona amb l'ambaixador Juan de Vega i manté contacte amb nombrosos humanistes, com el filòsof Juan Páez de Castro, el poeta Juan Verzosa, el doctor Francisco de Torres, els filòlegs Ottavio Pantagato i Gabriele Faerno, l'historiador Fulvio Orsini, el jurisconsult Latino Latini, el filòleg i poeta Laevinus Torrentius, l'historiador i teòleg Onofrio Panvinio, i el naturalista Melchior Guilland, entre d'altres que passaren per casa seva, mantenint tertúlies històriques, jurídiques i literàries. Alguns d'aquests erudits, inclòs Agustí, també acudien a altres tertúlies, com la formada en casa del cardenal Salviati al voltant d'Ottavio Pantagato, on n'era l'oracle. Continua el treball de cercar les fonts originals en els texts jurídics, i utilitza les mateixes tècniques per a realitzar i publicar les edicions crítiques de dues obres del món clàssic sobre gramàtica: El De lingua latina de Marc Terenci Varró, de 1557, i el De verborum significatione de Sext Pompeu Fest, i la relació amb l'obra de Marc Verri Flac, de 1559, amb la col·laboració de Carlo Sigonio, qui havia estat preparant altra edició, Panvinio i Faerno, i Fulvio Orsini, qui realitza les revisions i correccions finals del text. Contínuament amplia la seva biblioteca de manuscrits grecs i llatins, que havia iniciat sols arribar a Roma amb l'adquisició dels llibres del seu antecessor en el càrrec d'auditor, amb adquisicions per tot arreu, o utilitzant copistes, com el cretenc Manuel Provataris. Admirava l'antiquari Pirro Ligorio sobretot pel que feia als seus dibuixos relatius a l'arquitectura antiga però li retreia que no conegués prou bé el llatí.
Presentat per Felip II per a ocupar el bisbat d'Alife, a prop de Nàpols i pertanyent al regne de Sicília, el papa Pau IV el nomena el 15 de desembre de 1557, és ordenat prevere el dia 18 de desembre i consagrat com a bisbe l'endemà, el 19 de desembre, al mateix temps que manté el càrrec d'auditor de la Rota. Fou un prelat absent de la seva diòcesi, a excepció del període de mitjans d'octubre a mitjans de novembre de 1558, quan visita la diòcesi i el 12 de novembre feu l'entrada solemne; i el comprès entre desembre de 1558 i juny de 1559.
A principis de l'any 1558 viatja a Alemanya i Àustria com a nunci papal davant la cort de Ferran I amb l'objectiu principal d'impedir la coronació imperial de Ferran I amb el suport dels electors protestants. L'estada a Alemanya fou molt profitosa en l'aspecte científic però no aconsegueix res del que el papa li havia encomanat, per la qual cosa és reclamat a Roma. Tornat el 3 de juny, forma part d'una comissió papal per a decidir què fer amb el títol imperial de Ferran I, i poc després és obligat a incorporar-se a la seu episcopal d'Alife.
El 19 d'abril de 1559 Felip II li encomana la visita a Sicília, mou de Nàpols el 30 de maig i arriba a l'illa el 5 de juny. La seva estada estigué marcada per una gran activitat amb relació a la seva missió com a visitador reial, i resideix en dos llocs: Messina, de l'arribada fins a principis de desembre, i Palerm, fins a l'octubre de 1560, quan torna a Nàpols.
Durant la seva residència efectiva a Alife és quan decideix col·leccionar monedes, procurant-se una xarxa de contactes, i quan comença a estudiar la seva tipologia, convertint-se en un expert numismàtic.

#### Bisbe de Lleida i pare tridentí

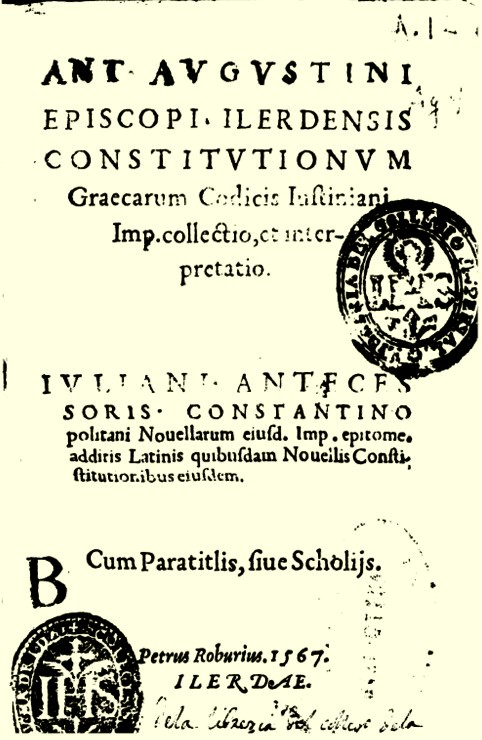
Portada de les Constitutionum graecorum (1567).

Felip II el torna a presentar, aquesta vegada, per al bisbat de Lleida. El 8 d'agost de 1561 és nomenat pel papa Pius IV, i pren possessió del bisbat, mitjançant el procurador Lluís Pons d'Icart, parent seu, el 13 d'octubre. L'entrada efectiva a la diòcesi sofreix un significatiu retard per la seva assistència al tercer i últim període de sessions del Concili de Trento. Aquest canvi porta aparellat la pèrdua de la seva plaça d'auditor de la Rota.
Des que Pius IV publica el 29 de novembre de 1560 la butlla de celebració del concili, tots els bisbes comencen a disposar la seva marxa cap a Trento. Antoni Agustí mou de Roma el 8 de setembre de 1561, acompanyat de dos teòlegs, Francisco Torres i Cesare Ferrantio i arriba a Trento el 5 d'octubre. Participa activament en l'acció conciliar prèvia al començament de les sessions, ajudant a resoldre el conflicte que es planteja amb la convocatòria, de si estem davant d'un nou concili o si és una altra fase del concili anterior, i suavitzant postures en el tema de les precedències entre els religiosos assistents. Participa en les sessions celebrades en aquest tercer període, del 18 de gener de 1562 al 4 de desembre de 1563, i forma part de diverses comissions: la que redacta el decret d'obertura del concili, la que redacta el nou índex romà de llibres prohibits, la que redacta la primera formulació del decret De residentia, i la que redacta el decret de clausura i d'observància del concili.
Les seves obligacions conciliars no li impedeixen seguir amb les seves activitats intel·lectuals. Allí coneix Andrea Darmarios, copista grec, el qual continuarà oferint-li els seus serveis quan Agustí es trasllade a Espanya, i contribuirà a augmentar significativament el fons grec de la seva biblioteca. També continua la seva afecció per la numismàtica i l'epigrafia, amb la còpia d'inscripcions, l'adquisició de monedes i l'intercanvi epistolar sobre aquestes qüestions amb els seus amics Orsini i Panvinio.

### Retorn a Espanya

#### Activitat pastoral i intel·lectual a Lleida
Finalitzat el concili de Trento, viatja a Espanya amb el seu germà Pere, qui també havia participat en el concili. Arriben a Barcelona el 27 de febrer de 1564, i són allotjats per la seva germana Isabel, duquessa vídua de Cardona. Antoni es queda a la ciutat durant la celebració de les corts, i un cop finalitzades, es dirigeix a Lleida, on arriba durant la Setmana Santa, a finals de març, per a iniciar la seva tasca pastoral, amb l'objectiu primer d'aplicar les directrius tridentines. El 27 d'agost de 1564 publica a la catedral els decrets del concili. Als mesos d'octubre i novembre de 1564 assisteix al concili provincial celebrat a Tarragona per aplicar els decrets; el 31 de desembre celebra un sínode diocesà amb el mateix propòsit, el qual provoca importants desacords entre el prelat i el capítol; realitza visita pastoral per la diòcesi els anys 1565 i 1566; i assisteix a la continuació del concili provincial, celebrat aquesta vegada a Barcelona, que es manté des del 29 de juliol de 1665 fins al 10 de març de 1566. L'any 1567 mana publicar un ritual diocesà, el Sacerdotale volumen, i el 1571, un breviari, el Breviarium Illerdense recens. Celebra altres sínodes els anys 1569 i 1573.
El 19 de juliol de 1565, mitjançant una cèdula, Felip II li encomana la reforma de l'Estudi General, una tasca feixuga que no deixarà enllestida fins a 1575, amb la publicació dels nous estatuts, inspirats en els de la universitat de Salamanca, i que comportarà enfrontaments amb el món universitari, tant amb el sector eclesiàstic com amb el civil.
No oblida els seus estudis jurídics, i així, en 1567 surt un volum amb diverses edicions crítiques: les constitucions de l'emperador Justinià que no havien estat replegades en altres edicions del Corpus Juris Civilis, l'epítom de les Novellae segons la versió de Julià Antecessor, i els Paratitla o comentaris breus de cada títol del Corpus Juris.
Tot i la seva voluntat d'editar els concilis grecs i llatins, des de 1557 almenys, és en aquest període quan intenta aconseguir aquest propòsit, i així, l'any 1572 envia el seu secretari Sebastián de León a la Cort per a gestionar la seva publicació amb l'ajuda d'alguns amics, com Jerónimo Zurita; i davant la indiferència del rei, demana ajuda al papa, qui per la seva part, li demana concilis inèdits hispànics, però no li dona una resposta clara a la seva petició. L'any 1576 publica una edició crítica de les primeres quatre col·leccions d'epístoles decretals.
Com a eclesiàstic humanista, promou la impressió de llibres d'altres humanistes amb qui manté amistat. Així ocorre amb De Regno libri III (1570) de Juan Ginés de Sepulveda i Libro de la Grandezas de Tarragona (1573) de Lluís Pons d'Icart, editats en les premses de Pedro de Robles, a Lleida, on està instal·lat a petició d'Antoni Agustí. S'envolta d'altres humanistes, com el seu secretari Sebastián de León, que abans ho havia estat del seu amic Ginés de Sepúlveda fins a la mort d'aquest el 1573, el seu bibliotecari Martín López de Bailo, o el retòric i hel·lenista valencià Pere Joan Nunyes. I col·labora amb Fulvio Orsini, amic de la seva estada romana, en un llibre sobre les famílies de la Roma republicana, en els anys 1572 i 1573, que no fou publicat fins a l'any 1577, on Agustí sistematitza la informació d'algunes de les gens romanes a partir de les fonts textuals i epigràfiques.

#### Arquebisbe de Tarragona
El 30 d'octubre de l'any 1576 és proposat arquebisbe de Tarragona pel rei. Nomenat per Gregori XIII el 17 de desembre; pren possessió el 24 de febrer de 1577 mitjançant el seu procurador i parent Bernat de Sant Climent, prior de Serrabona; i fa la seva entrada pública el 10 de març del mateix any.
En la seva activitat com a prelat i per tal d'aplicar l'orientació tridentina, celebra dos sínodes diocesans, als anys 1578 i 1581, i un concili provincial, l'any 1584. Publica les constitucions, tant les dels dos sínodes en les Constitutionum synodalium Tarraconensium el 1581, on inclou també les del sínode de 1566 presidit per l'arquebisbe Ferran de Lloaces i Peres, com les constitucions del concili provincial que ell presideix, el 1585. Abans, en 1580, havia publicat les constitucions dels concilis provincials anteriors, amb una petita biografia dels seus antecessors.

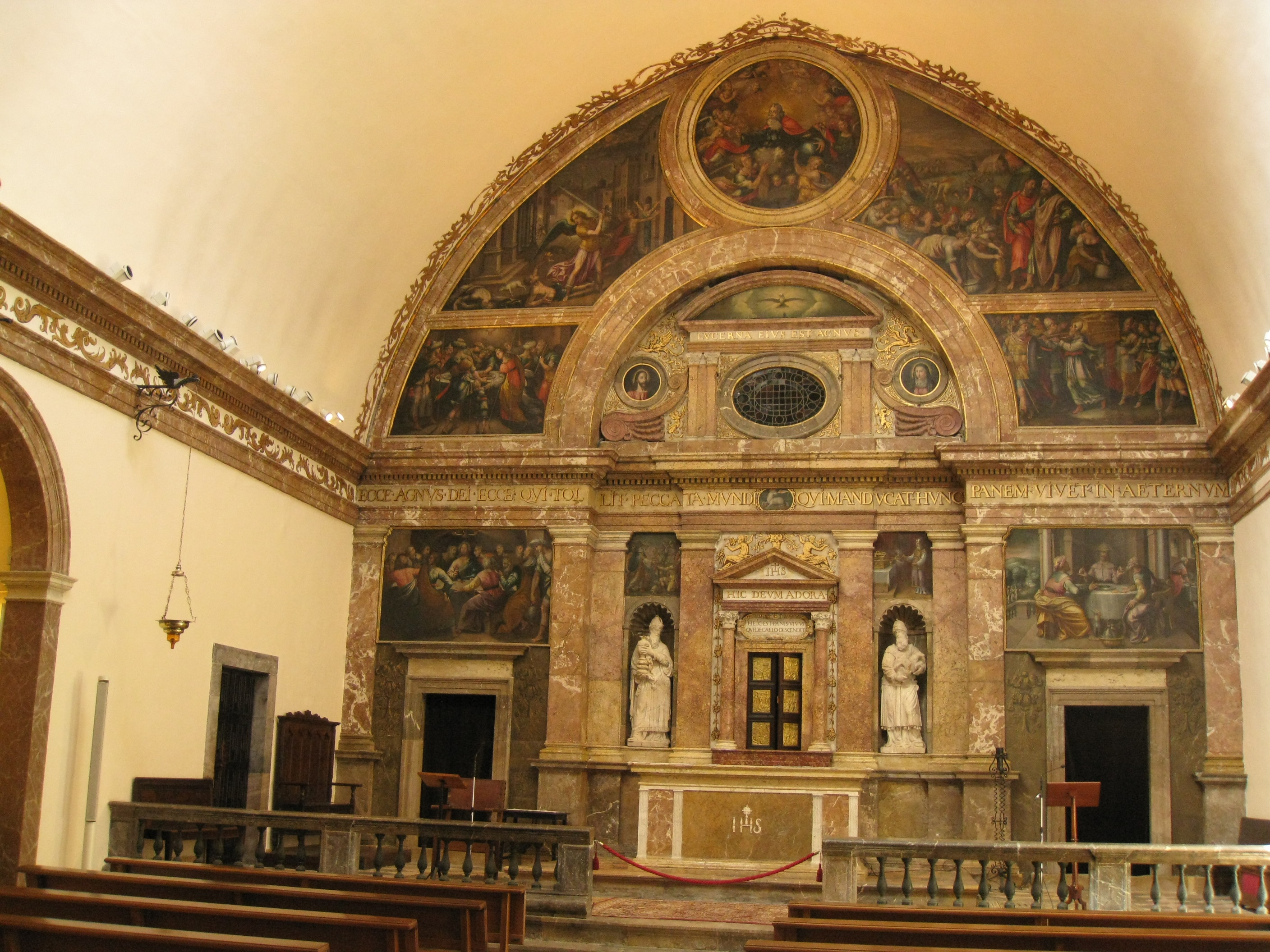
Capella del Santíssim Sagrament, a la Catedral de Tarragona.

Com a protector de la seva església, tant en l'àmbit civil com eclesiàstic, actua contra els bandits que infectaven el bisbat aconseguint la jurisdicció de Reus, trasllada l'hospital als afores de la ciutat, tira endavant la Universitas Tarraconensis amb els graus de Gramàtica, Arts i Teologia, i també el Seminari Tridentí, que havia fundat el seu antecessor, el cardenal Cervantes, amb la publicació d'uns estatuts i unes ordenacions, aconsegueix impedir la realització de misses en altars portàtils instal·lats en les parets exteriors de la Seu, i construeix la capella del Santíssim Sagrament, a la catedral.
Prossegueix el seu mecenatge humanista. Al cap de poc d'arribar a Tarragona, i com havia fet abans a Lleida, promou la presència d'un impressor a Tarragona. A finals de 1577, Joan Felip Mey, fill dels impressors Joan Mey i Jerònima Galès, de València, i impressor com ells, està instal·lat al mateix palau arquebisbal, on publicarà obres de l'arxidiòcesi, del mateix Antoni Agustí, i dels amics d'aquest. En el mateix palau, als jardins, monta l'hortus o museu a l'aire lliure, amb inscripcions i estàtues. Acull a molts humanistes a casa seva, com Pons d'Icart, Pere Galès, Baltasar de Céspedes o Antoine de Pavillon, i a alguns els contracta per a ajudar-lo en els seus projectes, com André Schott o Francisco Duarte; a més de continuar Martín López de Bailo, com a secretari, i encarregat de gestionar i ampliar la biblioteca.

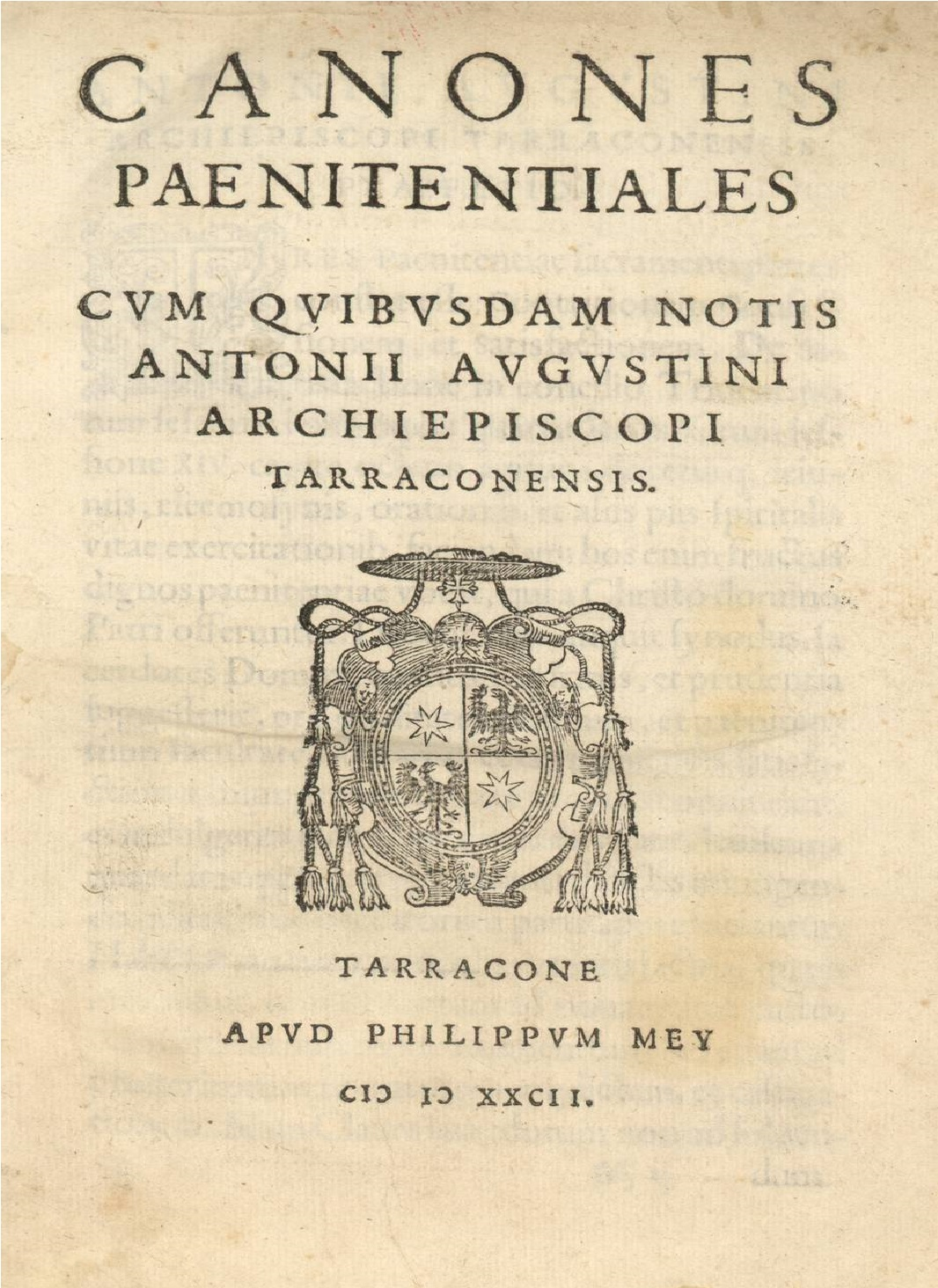
Portada dels Canones poenitentiales (1582).

El seu interès pel dret romà el porta a preparar durant molts anys una obra sobre les paraules del Digest o De Digestorum verbis, del qual sols publica una part, De nominibus propriis Pandectarum, el 1579. L'any 1582 publica una edició crítica dels cànons penitencials. I l'any 1583, Fulvio Orsini edita, amb unes notes pròpies, un treball d'Antoni Agustí de la seva època de Bolonya sobre les lleis i decrets del senat romà trobades en làpides i làmines.
Continua treballant, ajudat pels seus col·laboradors, en nombroses obres que foren publicades pòstumament, o quedaren inèdites. Participa en la correcció del Decret de Gracià, i realitza diversos treballs de legislació eclesiàstica: l'epítom del dret pontifici antic, ajudat per Francisco Duarte, i el juí i censura d'alguns col·lectors de cànons. D'història escrigué uns fragments dels historiadors romans, que fou corregit, abans de la seva publicació, pel seu amic Fulvio Orsini, i unes notes crítiques sobre les Etimologies de Sant Isidor de Sevilla. I de les ciències auxiliars de la història, ja mort li publicaren dues obres en castellà, una sobre numismàtica i epigrafia, els Diálogos de medallas, inscripciones y otras antigüedades (1587), ràpidament traduïda a l'italià i al llatí, amb nombroses edicions fins al segle xviii, i convertida en un manual per a numismàtics; i l'altra, sobre genealogia i heràldica, els Dialogos de las Armas, i Linages de la Nobleza de España, que sols fou publicada al segle xviii, per Gregori Maians i Siscar.
Mor a Tarragona, el dia 31 de maig de 1586. A les seves exèquies fou André Schott qui va llegir l'oració fúnebre. Fou soterrat a la capella del Santíssim Sagrament de la catedral de Tarragona, i les seves despulles foren traslladades al sepulcre de marbre de la mateixa capella, el 15 de setembre de 1594.
A la seva mort, l'interès per la seva excel·lent biblioteca que havia aconseguit reunir era enorme. El papa Sixt V reclama una part dels manuscrits grecs i llatins sobre concilis i dret canònic, i són encarregats del trasllat López de Bailo i Duarte, dos dels seus col·laboradors més íntims. De tota manera, la major part de la biblioteca fou a parar a la Biblioteca de l'Escorial. En el mateix any de la mort del prelat, López de Bailo publica l'índex d'una part de la biblioteca, i tot i així, cataloga 252 manuscrits grecs, 562 manuscrits llatins, i 975 volums impresos en diferents llengües.
El CRAI Biblioteca de Fons Antic de la Universitat de Barcelona conserva algunes obres que van formar part de la biblioteca personal d'Agustí i Albanell, així com un exemple de les marques de propietat que van identificar els seus llibres al llarg de la seva vida.

## Obra
Antoni Agustí, deixeble d'Alciato, fou un dels principals representants de la nova forma «humanística» d'entendre el dret, el mos gallicus, on s'utilitzava el mètode d'anàlisi filològic-històric. Sustenta els seus treballs amb l'estudi i la crítica textual dels manuscrits als quals té accés, ajudat amb altres ciències auxiliars de la Història: arqueologia, prosopografia, numismàtica i epigrafia.

### Obres publicades

#### Dret romà
- Emmendationum et opinionum libri quattuor ad Modestinum sive excusationibus liber singulares. His libris maxima juris civilis pars ex Florentinis pandectis emendatur et declaratur (1543).[14][32][90][91]
- Constitutionum graecarum codicis Justiniani imperatoris, collectio et interpretatio. Juliani Antecessoris constantinopolitani novellarum ejusdem imperatoris epitome, additis latinis quibusdam novellis constitutionibus ejusdem. Cum paratitlis, siue scholiis (1567).[91][92]
- De nominibus propriis του Πανδεκτου Florentini (1579).[93][94]
- De legibus et Senatus consultis liber. Adiunctis legum antiquarum et senatusconsultorum fragmentis, cum notis Fulvi Ursini (1583).[94][95]

#### Dret canònic

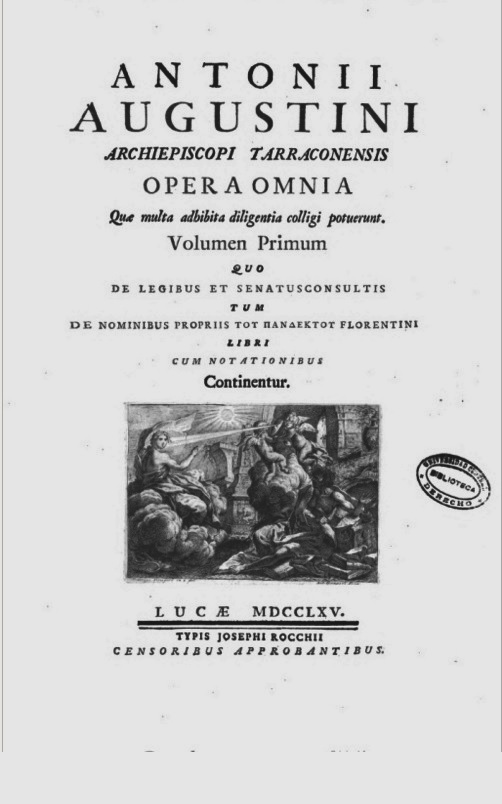
Portada del primer volum de lOpera omnia (1765) editada per Giuseppe Rocchi.

- Antiquae collectiones decretalium (1576).[91][96]
- Constitutionum provincialium tarraconensium libri quinque (1580).[94][97]
- Constitutionum synodalium Tarraconensium partes quinque (1581).[94][98]
- Canones poenitentiales, cum quibusdam notis (1582).[94][99]
- Constitutiones concilii provincialis Tarraconensis editae mense novembri et decembri anni MDLXXXIV (1585).[94][100]
- Iuris pontificii veteris epitome (1587).[101][94]
- De quibusdam veteribus canonum ecclesiasticorum collectoribus judicium, ac censura.[80][102]
- De Emendatione Gratiani dialogorum libri duo (1587)[80][103]

#### Filologia
- M. Terentii Varronis pars librorum quattuor et viginti De lingua latina (1557).[91][104]
- M. Verrii Flacci Qvae extant, et Sexti Pompei Festi de Verborum significatione, libri XX. In eundem Festum annotationes (1559).[105]

#### Història i ciències afins
- Familiae romanae quae reperiuntur in antiquis numismatibus ab urbe condita ad tempora Diui Augusti ex biblioteca Fului Vrsini, adiunctis familiis XXX ex libro Antonii Augustini (1577).[106][107]
- Diálogos de medallas, inscripciones y otras antigüedades (1587).[80][108]
- Fragmenta historicum collecta, emendata a Fulvio Ursino.[80][109]
- Dialogos de las Armas, i Linages de la Nobleza de España.[80][110]

### Obres completes
Interessat per preservar les obres inèdites d'Antoni Agustí i renovar el coneixement de les obres publicades amb anterioritat, Gregori Maians, qui abans havia publicat una biografia d'Agustí i una obra inèdita, el  Diálogo de las Armas y Linajes de España, el 1743; ajuda en l'edició realitzada per l'impressor italià Giuseppe Rocchi de totes les obres que se li coneixien en aquell moment. Posteriorment han estat publicades moltes cartes no incloses en les seves obres completes.
- Opera omnia quae multa adhibita diligentia colligi potuerunt. 8 vol. Lucae : Typis Josephi Rocchii, 1765-1774.[113][114]